# Riserva naturale Valle Canal Novo
La riserva naturale  Valle Canal Novo è un'area naturale protetta del Friuli-Venezia Giulia istituita nel 1996.
Occupa una superficie di 121 ha nella provincia di Udine.